# Dries Van den Broecke
Dries Van den Broecke (* 10. Mai 1995 in Gent) ist ein belgischer Skirennläufer. Der dreifache belgische Meister startet in allen Disziplinen und nahm an drei Weltmeisterschaften teil.

## Biografie
Dries Van den Broecke stammt aus dem flämischen Gent und startet für das Brussels Ski Team. Als 12-Jähriger übersiedelte er nach Österreich und besuchte das Schigymnasium Stams. Er lebt mittlerweile in Plangeross im Pitztal und trainierte bereits mit dem Benni Raich Race Center. Van den Broecke beherrscht vier Sprachen, Deutsch, Englisch, Französisch und Niederländisch.
Einen ersten Erfolg konnte er 2008 verbuchen, als er die prestigeträchtige Trofeo Topolino gewann. Im Alter von 15 Jahren nahm er in Crans-Montana erstmals an Juniorenweltmeisterschaften teil und startete in Abfahrt, Super-G und Riesenslalom. Bei vier weiteren Teilnahmen (bis 2016) blieb ein 21. Rang im Slalom von Jasná (2014) sein bestes Resultat. 2012 gewann er bei den Olympischen Jugend-Winterspielen in Innsbruck die Silbermedaille im Slalom.
Am 2. Dezember 2012 gab Van den Broecke 17-jährig sein Weltcup-Debüt im Riesenslalom von Beaver Creek, wenige Wochen später startete er erstmals im Europacup. In beiden Bewerben konnte er bislang keine Punkte erzielen. 2014 errang er in Val Thorens die belgischen Meistertitel in Super-G, Riesenslalom und Slalom. Am 11. Februar 2017 gelang ihm mit Platz drei im Slalom von Garmisch-Partenkirchen erstmals der Sprung auf das Podest eines FIS-Rennens.
Bei den Weltmeisterschaften 2017 in St. Moritz sorgte Van den Broecke im Mannschaftswettbewerb für eine Überraschung. In der ersten Runde des Parallelrennens fügte er dem mehrfachen Weltmeister Marcel Hirscher die erste Niederlage in dieser Disziplin zu und erzielte mit 20,82 Sekunden die drittbeste Laufzeit des Bewerbs. Die belgische Mannschaft schied dennoch gegen die favorisierten Österreicher aus.

## Erfolge

### Weltmeisterschaften
- St. Moritz 2017: 9. Mannschaftswettbewerb
- Åre 2019: 9. Mannschaftswettbewerb
- Courchevel 2023: 12. Mannschaftswettbewerb

### Juniorenweltmeisterschaften
- Crans-Montana 2011: 56. Riesenslalom, 67. Super-G, 82. Abfahrt
- Québec 2013: 43. Riesenslalom
- Jasná 2014: 21. Slalom, 50. Abfahrt
- Hafjell 2015: 42. Riesenslalom
- Sotschi 2016: 48. Abfahrt, 49. Super-G

### Weitere Erfolge
- Silber bei den Olympischen Jugend-Winterspielen 2012 im Slalom
- Belgischer Meister in Super-G, Riesenslalom und Slalom 2014
- Dritter bei den Österreichischen Meisterschaften 2017 im Slalom
- Belgischer Jugendmeister im Riesenslalom 2016